# 47
Het jaar 47 is het 47e jaar in de 1e eeuw volgens de christelijke jaartelling.

## Gebeurtenissen

### Italië
- In Rome worden keizer Claudius en Lucius Vitellius door de Senaat herkozen tot consul van het Imperium Romanum.
- Claudius sticht Forum Claudii Vallensium in de Alpes Poeninae (Zwitserland) en laat er een amfitheater bouwen.

### Europa
- De 24-jarige Plinius de Oudere dient als praefectus cohortis in Castra Vetera (het huidige Xanten) en is stafofficier onder Corbulo in Germania Inferior.

### Nederlanden
- De Germaanse Chauken onder bevel van Gannascus plunderen vanuit zee de kust van Gallia Belgica.
- De Romeinse veldheer Gnaius Domitius Corbulo onderwerpt de Friezen en de Chauken, en versterkt de noordelijke Rijngrens (limes). Hij wordt benoemd tot proconsul.
- Corbulo laat het Kanaal van Corbulo uitgraven: Fossa Corbulonis tussen Maasmond (Helinium) en (Oude) Rijnmond bij Matilo (Leiden).
- Corbulo sticht Forum Hadriani (Voorburg).
- Corbulo moet van keizer Claudius zijn vier legioenen terugtrekken ten zuiden van de Rijn. De veroveringspolitiek naar het noordoosten wordt omgezet in een defensieve strategie.
- De Friezen sluiten een wapenstilstand met Corbulo en accepteren autonomie onder Romeinse invloedssfeer.

### Parthië
- Vardanes I wordt vermoord; zijn broer Gotarzes II (r. 47-51) laat zich uitroepen tot koning van het Parthische Rijk.

### Brittannië
- De Keltische stam de Iceni voert een burgeroorlog en komt in opstand tegen de Romeinen. Claudius zet Prasutagus als vazalkoning op de troon.
- Aan de oevers van de Theems wordt de Romeinse kolonie Londinium gesticht; het huidige Londen. De stad wordt een belangrijk handelscentrum.

### Palestina
- Ananias ben Nebedeüs wordt benoemd tot Hogepriester van de Joodse Tempel. Hij geeft schenkingen aan Romeinse procuratoren en vergroot zijn politieke invloed.

## Overleden
- Decimus Valerius Asiaticus (52), Romeins consul
- Sallustius Passienus Crispus, Romeins consul
- Vardanes I, koning van het Parthische Rijk